# 環境基本条例
環境基本条例（かんきょうきほんじょうれい）とは地方公共団体が環境の保全に関する基本的事項を定めた条例。

## 概要
1993年（平成5年）11月に国において環境基本法が制定されると、地方自治体においても、自らの地域における環境行政の基本となる事項を条例（環境基本条例）として定める動きが進んでいる。
その内容は、国の環境基本法にならい、条例の目的、定義、各主体の責務規定、環境基本計画の策定の位置付け、基本的施策の提示、環境審議会の設置などが定められるのが一般的である。

## 経緯
国による公害規制の法律が整備される前に、公害問題の著しい地域で対策を進めるために各地方自治体で、規制等の対策を定める条例が法律に先行した。1949年に東京都により「工場公害防止条例」が初めて制定されて以降、全国に緩やかに拡大していった。
1967年の公害対策基本法制定から1970年の公害国会において成立した公害対策関連法をきっかけに、全国の地方公共団体で公害防止条例の制定が広まっていった。
この時の地方自治体の公害防止条例については、大気汚染防止法や騒音規制法などの個別法に対する横出し、上乗せなど具体的規制について定めるとともに、諮問機関としての公害対策審議会との設置など国であれば基本法（当時の公害対策基本法）に位置付けられるものの両方を定めているものが多かった。
1993年（平成5年）11月に公害対策基本法に代わり環境基本法が制定されたことを契機として、こういった公害防止条例を有する地方自治体においては、理念及び基本的施策を規定する環境基本条例を新たに定めるとともに、従来の公害防止条例を個別の規制手段を定める条例として改正するという例が多く見られる。